# Symplectoscyphus plectilis
Symplectoscyphus plectilis is een hydroïdpoliep uit de familie Sertulariidae. De poliep komt uit het geslacht Symplectoscyphus. Symplectoscyphus plectilis werd in 1907 voor het eerst wetenschappelijk beschreven door Hickson & Gravely. 